# Kanał Mechowski
Kanał Mechowski – kanał wodny w województwie zachodniopomorskim, w powiecie pyrzyckim, w gminie Pyrzyce, który odprowadza wody powierzchniowe z południowo-wschodniej części Gminy Pyrzyce.
Kanał jest zmeliorowaną niewielką rzeką nizinną, dopływem dawnej rzeki  Hownitz. Odprowadza do Kanału Stróżewskiego wody z podmokłych gruntów położonymi na południe od wsi Letnin. Poniżej ujścia Kanału Mechowskiego Kanał Stróżewski zmienia nazwę na Stróżewski Rów.